# Marina Yurchenya
Marina Yurchenya (Odesa, Ucrania, Unión Soviética, 9 de noviembre de 1959) es una nadadora soviética retirada especializada en pruebas de estilo braza, donde consiguió ser subcampeona olímpica en 1976 en los 200 metros.

## Carrera deportiva
En los Juegos Olímpicos de Montreal 1976 ganó la medalla de plata en los 200 metros braza, con un tiempo de 2:36.08 segundos, tras la también soviética Marina Koshevaya  y por delante de otra nadadora soviética Lubov Rusanova.